# Hofors AIF
Hofors Allmänna Idrottsförening är en idrottsklubb från Hofors i Gästrikland.Klubben bildades 1924. Klubben bedriver verksamhet i fotboll, friidrott, alpint och längdskidåkning. Tidigare har klubben även haft bland annat orientering, bandy och simning på programmet. Fotbollslaget spelar sina hemmamatcher på Stålringens IP och spelar i blåa tröjor och vita byxor.
Klubben spelade mellan 1940/41 och 1942/43 tre säsonger i den näst högsta divisionen i fotboll. Deras första säsong klarade de sig kvar med tre poängs marginal. Den andra säsongen, 1941/42, slutade de på en fjärdeplats, vilket är deras bästa resultat någonsin. Säsongen därpå, 1942/43, slutade de på en näst sista plats och degradering ner till division tre. Totalt har klubben spelat 35 säsonger i den tredje högsta divisionen.
2024 spelar laget i division 4 Gästrikland.
I skidor hade klubben stora framgångar med flera SM-titlar i början av 1940-talet.
Klubbens främsta friidrottare är släggkastaren Birger Asplund och medeldistanslöparen Olle Åberg. Åberg deltog bland annat i OS 1952 och satte ett flertal världsrekord.